# 新豊県
新豊県（しんほうけん）は中華人民共和国広東省韶関市に位置する県。

## 地理
新豊県は広東省中部に位置し、東南は河源市、東北は連平県、南は広州市従化区、竜門県、英徳県、西南は仏岡県と接する。

## 歴史
秦漢代は南海郡博羅県の一部であったが、483年（永明元年）に南朝斉により新豊県が設置された。598年（開皇18年）に休吉県と改称され、605年（大業3年）に河源県に統合された。
1596年（隆慶3年）、明により河源・英徳・翁源の3県を統合して長寧県を設置、恵州府の管轄とした。中華民国が建国されると1914年に江西省及び福建省に同名の長寧県が存在したことより重複名称を避けるために新豊県に改称された。
1988年に広州市より韶関市に移管され現在に至る。

## 行政区画
1街道、6鎮を管轄する
- 街道
  - 豊城街道
- 鎮
  - 黄礤鎮、馬頭鎮、梅坑鎮、沙田鎮、遥田鎮、回竜鎮

## 観光地
- 雲髻山